# Nicholas Ciuferri
Nicholas Ciuferri (Marino, 6 maggio 1981) è uno scrittore, docente, performer ed editore italiano.

## Biografia
Cresciuto tra Roma e i Castelli Romani, si trasferisce a Galway in Irlanda grazie all'assegnazione di un dottorato di ricerca presso l'Università Nazionale d'Irlanda (Galway).
Durante il Ph.D studia i moti contestatori extraparlamentari italiani del secondo Novecento e si lega particolarmente alla figura di Franco Berardi. Dopo aver conseguito il dottorato nel 2014, torna brevemente in Italia dove lavora come addetto stampa per delle realtà ambientaliste; nel contempo pubblica il volume Franco "Bifo" Berardi in movimento.
Nel 2017 rientra definitivamente in Italia per lavorare nel mondo della cultura e dell'istruzione, trasferendosi in una località rurale sull'Appennino marchigiano dove incontra Paolo Benvegnù con cui inizia un sodalizio artistico; a seguire comincia a collaborare con altri protagonisti dell'alternative rock italiano.
Attualmente vive e lavora a Fano.

### I Racconti Delle Nebbie
Nel 2018 con Paolo Benvegnù fonda il progetto de I Racconti delle Nebbie, dove i racconti narrati da Nicholas si fondono con i brani e le musiche del cantautore.
Lo spettacolo riscuote subito un buon successo di pubblico dando il via ad un tour con esibizioni anche negli Stati Uniti e in Canada.
Nello stesso anno esce la sua prima raccolta di racconti Alberi (Erasmo ed.) da cui sono tratti i racconti portati in scena. Nel marzo del 2019 vede la luce il primo album omonimo de I Racconti delle nebbie edito dalla Woodworm label con la partecipazione di Anna Bonaiuto, Micol Pavoncello, Nicola Cappelletti, Alessio Avallone; l'album viene presentato presso l'Auditorium Parco della Musica di Roma.
Sempre nel maggio del 2019 la band passa sotto l'etichetta Black Candy Records e il libro/cd con l'aggiunta di racconti inediti viene ristampato dalla casa editrice People.

### Maledetti Cantautori
Sul finire del 2019 fonda il collettivo Maledetti Cantautori e inizia una tournée che coinvolge The Niro, Cristiano Godano, Nathalie, Riccardo Tesio, Pit Coccato, Umberto Maria Giardini, Andrea Angeloni, Daniele Celona.
Nel 2020 esce per BeccoGiallo l'omonimo libro Maledetti Cantautori con le illustrazioni di Ernesto Anderle (aka Roby il Pettirosso).

### Cattivi Bambini
Nell'estate del 2022 pubblica il libro illustrato Cattivi Bambini con il patrocinio della Fondazione Treccani con l'artista Michele Petrucci. Anche questo libro è stato adattato per il palcoscenico con un collettivo di artisti come Federico Poggipollini, Daniele Celona, Paolo Di Gioia (Eugenio in Via Di Gioia), Andrea Angeloni, Michele Cera, Michele Petrucci e Paolo Bergese.

### Altre iniziative
Nel maggio del 2019 con Paolo Benvegnù e Matteo Madafferi, fonda la casa editrice e discografica Alter Erebus. Nel 2021 Paolo Benvegnù fuoriesce dalla società e contestualmente iniziano ad uscire le prime produzioni musicali.
Nel 2021 porta in scena lo spettacolo I Tempi di Battiato, dedicato alla figura del celebre artista siciliano. L'omologo libro è pubblicato dalla casa editrice Alter Erebus Press and Label.
Nel 2021 scrive soggetto e sceneggiatura della prima graphic novel dedicata Luciano Ligabue Ligabue. Sogni di rock'n'roll, uscito il 16 Dicembre 2021 per la casa editrice BeccoGiallo con la prefazione di Federico Poggipollini con il quale propone anche una versione spettacolo proprio sul cantautore.

## Opere
- Franco Bifo Berardi in Movimento. Roma, Universitalia, 2015.
- Alberi. Livorno, Erasmo ed., 2018.
- I Racconti delle nebbie (libro + cd). Arezzo, Woodworm, 2019
- Da Quale Follia (con Emiliano Merlin). Cantiano, Alter Erebus, 2019
- I Racconti delle Nebbie vol I (libro + cd). Milano, People, 2019
- Maledetti Cantautori. Padova, BeccoGiallo, 2020
- I Tempi di Battiato. Cantiano, Alter Erebus, 2020
- Ligabue. Sogni di rock'n'roll. Padova, BeccoGiallo, 2021
- Cattivi Bambini, Cantiano, Alter Erebus, 2022